# 几何印纹陶

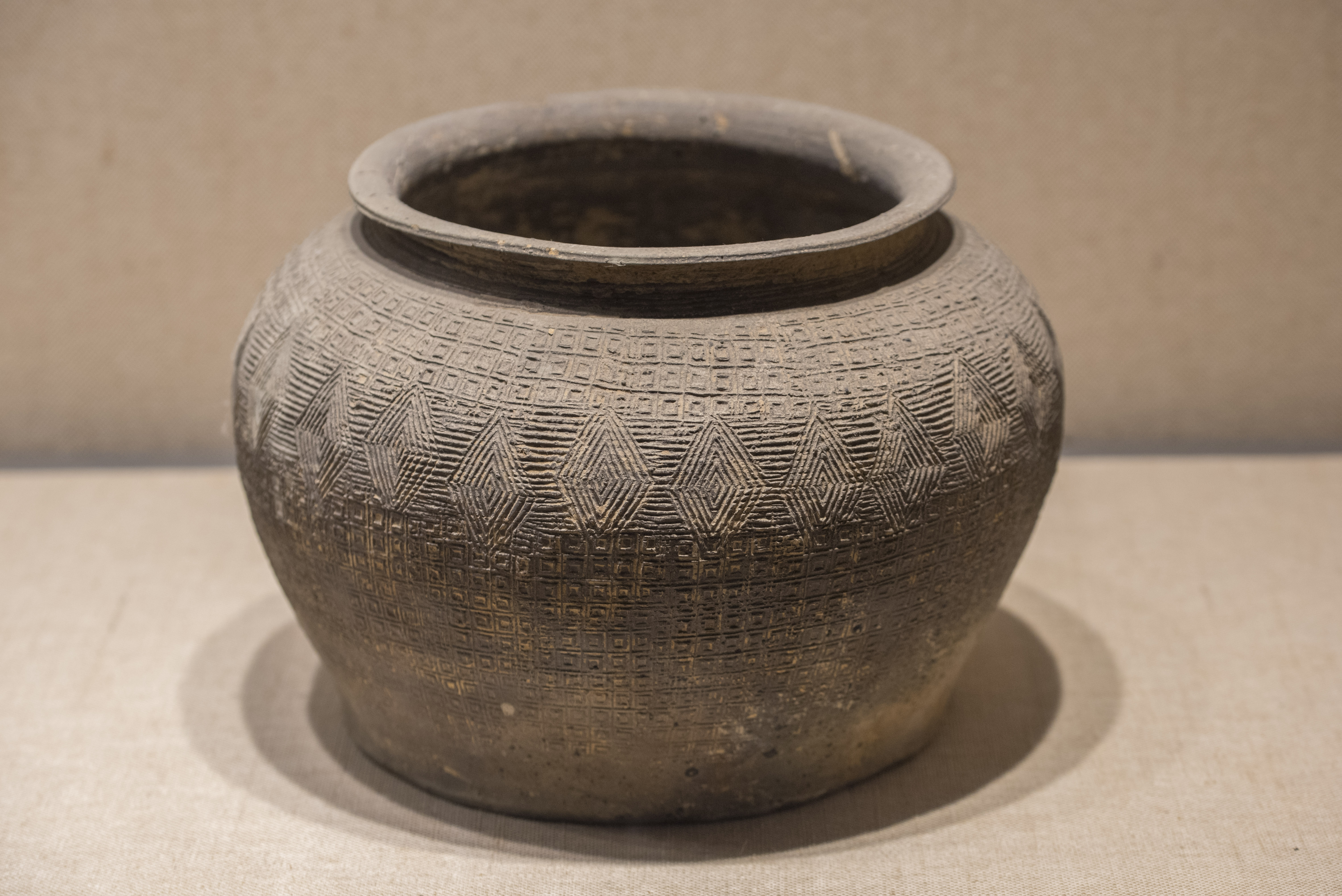
浙江省博物馆馆藏的西周印纹硬同心陶菱形纹罐

几何印纹陶，又称为几何印纹陶器或印纹陶，是指表面压印几何纹作为装饰的陶器。几何印纹陶按烧成温度不同，可分为印纹软陶和印纹硬陶两种。印纹硬陶最早发现于中国南方的新石器时代晚期。商朝和周朝，印纹硬陶得到较大的发展，战国时期开始衰退，东汉时已基本被原始青瓷取代。印纹硬陶的器型非常丰富，包括有鼎、釜、甑、豆、罐、盆、尊、缸、钵、碗、盂、杯等。印纹硬陶上的各类印纹和当时百越人的生活环境有关，有水波纹、纺织纹、绳纹、云雷纹、席纹等。